# Statistika pri hokeju na ledu
Sledeče je statistika, ki jo pogosto zasledimo v hokeju na ledu.

## Moštvena statistika
- GP – Games played (OT – Odigrane tekme) – Število tekem, ki jih je moštvo odigralo
- W – Wins (Z – Zmag) – Tekem, ki jih je moštvo zmagalo, bodisi po rednem delu, bodisi po podaljšku
- L – Losses (P – Porazov) – Tekem, ki jih je moštvo izgubilo po rednem delu
- T – Ties – Tekem, ki so se končale z neodločenim izidom
- OTL – Overtime losses – Tekem, ki jih je moštvo izgubilo po podaljških (Pomni: Mnoge lige ne ločujejo porazov po podaljških in porazov po rednem delu ter oboje mečejo v isti koš)
- SOL – Shootout losses – Tekem, ki jih je moštvo izgubilo po kazenskih strelih
- PTS – Points (T – Točk) – Moštvene točke, izračunane iz Z, P, R, PPP, and SOL; kar določa mesto moštva na ligaški lestvici. Večina lig daje 2 točki za Z in 1 točko za R, PPP ali PPK.
- GF – Goals for (DG – Dani goli) – Število golov, ki jih je moštvo zadelo
- GA – Goals against (PG – Prejeti goli) – Število golov, ki jih je moštvo prejelo
- SO – Shutouts – Število tekem, na katerih ni nasprotno moštvo zadelo niti enega zadetka

## Statistika igralcev
- GP – Games played (OT – Odigrane tekme) – Število tekem, na katerih je igralec z nogo stopil na led
- G – Goals (G – Golov) – Skupno število golov, ki jih je igralec dosegel
- A – Assists (P – Podaj) – Število golov, pri katerih je igralec prispeval predzadnjo ali zadnjo podajo do igralca, ki je nato zadel
- PTS – Points (T – Točk) – Prispevane točke, gre za vsoto G in P
- PIM – Penalties infraction minutes (KM – Kazenskih minut) – Število kazenskih minut, ki jih je bil igralec primoran odsedeti na klopi za kaznovane igralce (tudi, če se je tekma končala, preden je igralec odsedel svojo kazen). Za statistične namene se 10 minut označi kot prekršek, grob prekršek ali kazen igre
- PPG – Power play goals – Število zadetkov, ki jih je igralec dosegel, ko je imela njegova ekipa igralca več (Powerplay)
- PPA – Power play assists – Število zadetkov, pri katerih je igralec prispeval podajo, ko je imela njegova ekipa igralca več
- SHG – Shorthanded goals – Število zadetkov, ki jih je igralec dosegel, ko je imela njegova ekipa igralca manj (Shorthanded)
- SHA – Shorthanded assists – Število zadetkov, pri katerih je igralec prispeval podajo, ko je imela njegova ekipa igralca manj
- GWG – Game-winning goals – Število odločujočih zadetkov, ki jih je igralec dosegel (zadetek velja za odločujočega, ko bi moštvo zmagalo, brez da bi še kdaj zadelo; npr. pri končnem izidu 5:2 bi se 3. zadetek zmagovalnega moštva smatral za odločujočega)
- GTG – Game-tying goals – Število izenačujočih zadetkov, ki jih je igralec dosegel
- ENG – Empty net goals – Število zadetkov, ki jih je igralec dosegel v prazno mrežo
- +/- or P/M – Plus/minus – Število zadetkov moštva minus število zadetkov nasprotnega moštva zadetih, ko je igralec na ledu
- TOI – Time on ice – Skupno število časa, ki ga je igralec prebil na ledu; običajno v minutah
- ATOI – Average time on ice – povprečni čas na ledu (TOI razdeljen na število odigranih tekem igralca)
- Nekateri izrazi se uporabljajo bolj poredkoma: hits, faceoff wins, faceoff win percentage, takeaways, giveaways, shots on goal (SOG).

## Statistika vratarjev
- GP, G, A – Enako kot pri statistiki igralcev. Pomni: +/- se za vratarje ne beleži.
- GS – Games started – Število tekem, ki jih je vratar začel v vratih
- MIN – Skupno število minut, ki jih je vratar prebil na ledu
- GA – Goals against – Število prejetih zadetkov vratarja
- GAA – Goals against average – Povprečje prejetih zadetkov vratarja na tekmo (GA razdeljen na število tekem)
- W – Wins – Tekem, ki jih je vratar zmagal
- L – Losses – Tekem, ki jih je vratar izgubil (kot zmago ali poraz vratarja se beleži, če je bil vratar na ledu, ko ali ga je trener potegnil na klop za še enega napadalca, preden je bil dosežen odločujoči zadetek)
- T – Ties – Tekem, ki jih je vratar remiziral (kot remi vratarja se beleži, če je bil vratar na ledu, ko ali ga je trener potegnil na klop za še enega napadalca, preden je bil dosežen izenačujoči zadetek; v primeru remija brez zadetkov se remi pripiše vratarju, ki je tekmo začel v vratih)
- SOG – Število strelov na gol, ki jih je bil deležen vratar
- SV – Saves – Število strelov na gol, ki jih je vratar ubranil
- SVP, SV%, or PCT – Save percentage – Odstotek ubranjenih strelov vratarja (glej odstotek ubranjenih strelov)
- SO – Shutouts – Število tekem, na katerih ni vratar prejel nobenega zadetka proti sebi in je bil edini vratar svojega moštva, ki je zaigral na tekmi
- ENG – Empty net goals – Število zadetkov doseženih, ko je trener potegnil vratarja na klop za še enega napadalca